# Мадоян, Аршак Геворгович
Аршак Геворкович Мадоян (арм. Արշակ Գևորգի Մադոյան) — армянский литературовед, переводчик и публицист.

## Биография
Родился 1 июля 1938 года в городе Ахалкалаки в семье интеллигента (он внук писателя Сейлана (Аршак Мадоян), сын литературоведа-переводчика Геворка Мадояна (Старшего) и отец Геворка Мадояна (Младшего)).
В 1945—1953 гг. учился в армянской средней школе имени Ованеса Туманяна в Ахалкалаки, продолжил учёбу в Ереване, окончил школу имени Газароса Агаяна в 1955 году. После окончания школы поступил на факультет армянского языка и литературы Ереванского государственного университета, который окончил в 1961 году. После учёбы работал в университете (редактор издательства, методист филологического факультета), занимал разные должности (литературный редактор, ответственный секретарь, заместитель главного редактора) в редакции научного журнала ЕГУ «Вестник Ереванского университета (арм. Банбер)». С 1971 года работал в Центре арменоведения ЕГУ, сначала в качестве старшего научного сотрудника, а с 1986 года — заведующего, а с 2001 года — ведущего научного сотрудника. В 2007—2009 гг. по совместительству работал в Институте литературы Национальной академии наук Республики Армения. В 2009—2015 гг. был главным редактором религиоведческого и арменоведческго журнала «Эчмиадзин» — официального органа Первопрестольного Святого Эчмиадзина. В разные годы преподавал в ЕГУ, в духовной семинарии Иерусалимской Армянской патриархии, в духовной Академии Геворкян (Богословский университет) Первопрестольного Святого Эчмиадзина.
В 1970 году защитил диссертацию на тему творчества Аракела Сюнеци и получил учёную степень кандидата филологических наук, а в 1985 году защитил докторскую диссертацию на тему «Средневековая армянская поэма (XI—XVI вв.)» и получил степень доктора, с 1994 года профессор.

## Научная деятельность
Занимался вопросами древнеармянской литературы. Переводил текствы с грабара на современный армянский литературный язык. В разные годы в соавторстве с Левоном Мкртчяном, Варагом Нерсисяном, Гарником Ананяном, Акопом Петросяном, Грачья Мирзояном, Геворком Мадояном подготовил к изданию множество книг. Автор 30 монографий, 500 статей и публикаций. Член Союза писателей Армении (1997 г.).

### Труды
1. Армянская спедневековая поэма, Ереван, 1985
2. Аракел Сюнеци (монография), Ереван, 1987
3. Таинство великое и дивное, Иерусалим, 1995
4. Иерусалим, Иерусалим…, Ереван, 1999
5. Таинство великое и дивное, Ереван, 1999
6. Таинство великое и дивное, Тегеран, 2009
7. Таинство великое и дивное (на русском), Ереван, 2003
8. Шаракан, (пер. сдревнеармянского), Ереван, 2001
9. Ованес Гарнеци, Молитвенник, (пер. сдревнеармянского), Эчмиадзин, 2007
10. Ованес Саркаваг Имастасер (пер. сдревнеармянского), Эчмиадзин, 2007
11. Житие святых, (пер. сдревнеармянского), Эчмиадзин, тт. 1-2, 2009
12. Армянские путевые заметки (пер. с древнеармянского), тт. 1-2, Ереван, 2001, 2004
13. Классики арменоведения о едином правописании, Ереван, 2005
14. Католоикос Всех Армян Геворк VI Чорекчян, Эчмиадзин, 2010

## Награды
В 2009 году Его Святейшество Католикос Всех Армян Гарегин II вручил орден «Святой Саак и святой Месроп» (после награждения).